# Enanitos Verdes
Los Enanitos Verdes o simplemente Enanitos Verdes, a veces abreviado EV (inicialmente se llamaron Los Enanitos Verdes del Puente del Inca), es una banda argentina de rock en español de Mendoza. Organizado originalmente como un trío con Marciano Cantero (líder, bajista y vocalista), Felipe Staiti (guitarrista) y Daniel Piccolo (baterista) en 1979, luego se les unieron Sergio Embrioni (guitarrista) y Tito Dávila (teclados). Comenzaron a tocar al principio en clubes y bares de su ciudad y Cuyo, posteriormente viajan a Buenos Aires para buscar mayores oportunidades. En 1984 fueron invitados al Festival de la Falda y elegidos como grupo revelación en el evento, más tarde ese mismo año graban su primer disco homónimo y consiguen mayor reconocimiento con la canción «Aún sigo cantando». Aunque al año siguiente Embrioni abandona la banda para unirse a Alcohol Etílico. El grupo siguió grabando álbumes como un cuarteto como Contrarreloj (1986), Habitaciones extrañas (1987) y Carrousel (1988), todos ellos producidos por el músico Andrés Calamaro. Son invitados al Festival de Viña del Mar 1988 donde son premiados con una antorcha de plata. Después de que Enanitos Verdes publicara su disco Había una vez... (1989) anuncia su separación, según los integrantes para tener una pausa y realizar proyectos en solitario como Cantero que se lanzó como solista.
El grupo regresó en 1992, ahora como trío sin Dávila y con Calamaro nuevamente de productor. Publicaron el álbum Igual que ayer, el cual consiguió ser disco de oro en Argentina. Este disco contiene la canción homónima «Igual que ayer», que se convirtió en un éxito, y la balada «Amigos» a dueto con el cantautor argentino Alejandro Lerner. Esto le permitió a la banda realizar una extensa gira, Jurasic Tour, por Hispanoamérica. En 1994 lanzaron Big Bang que obtuvo un disco de platino en Argentina y es considerado no solo como el mejor álbum de Enanitos Verdes sino como uno de los mejores del rock en español,[cita requerida] que incluye una versión de Alcohol Etílico, «Lamento boliviano», que se encuentra reconocida como una de las «obras maestras del rock latino», a pesar de no ser un tema original muchos artistas se vieron influenciados por la banda y sacaron versiones del tema. Para promocionar el disco se inició la Big Bang Tour que llevó al grupo a tocar en la Plaza de las Naciones Unidas en Buenos Aires ante 50 000 personas y en la playa El Silencio en Lima, Perú delante de 60 000 asistentes, la gira tuvo un total de 129 conciertos que incluyeron Latinoamérica y Estados Unidos, se convirtió en la más extensa de un grupo de rock argentino. Durante 1996 publicaron Guerra gaucha que consolidó a la banda en la escena musical y que continuó con presentaciones por todo América Latina, sin embargo su siguiente disco Planetario (1997) no tuvo difusión.
Enanitos Verdes para 1998 lanzó su primer álbum en vivo, Tracción acústica, que contiene versiones en acústico de canciones conocidas del grupo y dos nuevos temas. El disco consiguió una nominación en los Premios Grammy al mejor álbum alternativo o rock latino y Néctar repitió mención en la misma categoría al año siguiente. En 2002, el grupo publicó Amores lejanos y durante 2004 en algunas presentaciones en Tijuana, México y Phoenix, Arizona grabaron su segundo disco en directo En vivo. 
Es considerado uno de los grupos más importantes de los años 1980 y del rock en español.

## Historia

### 1979-1985: Primeros años y primer disco
En 1979, Marciano Cantero tuvo la idea de crear un grupo musical así que llamó a Felipe Staiti y poco después se les unió Daniel Piccolo, los tres eran de Mendoza, Argentina, y se conocían de un coro de una iglesia católica del que eran parte, donde intentaron tocar rock en las reuniones eclesiásticas, pero vieron que no podían hacerlo. Así que en noviembre de 1979 fundan su banda de rock en español como un trío y una formación inicial con Cantero como líder, bajista y vocalista, Staiti como primera guitarra y Piccolo en la batería.

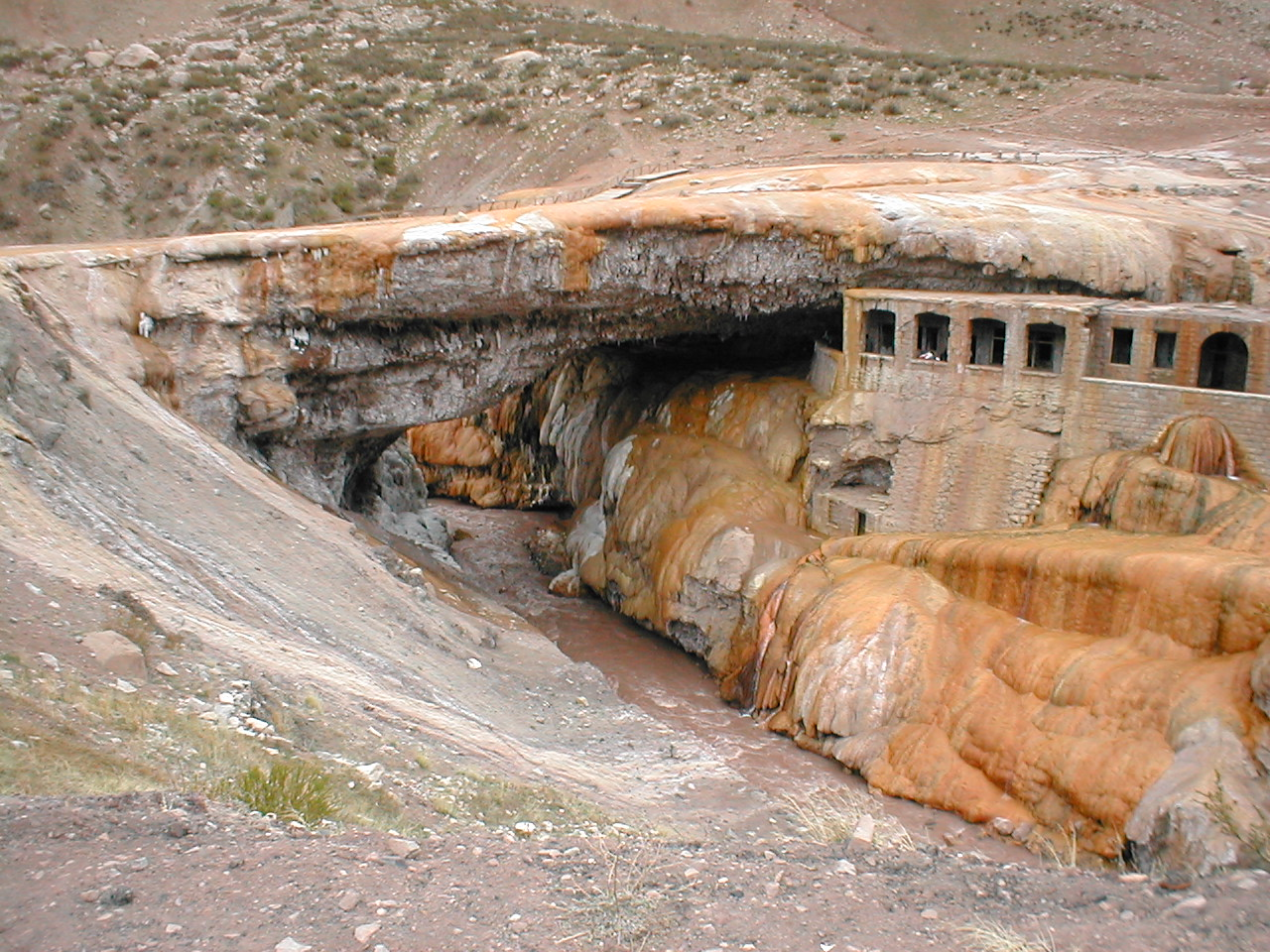
Puente del Inca lugar donde supuestamente una familia de turistas fotografío unos seres pequeños. Esta leyenda urbana dio el nombre de la banda que al principio se llamó «Los Enanitos Verdes del Puente del Inca».

El nombre de la banda se debió a una leyenda urbana que había trascendido en la época de su formación y que llegó a tener cierta exposición en los medios de comunicación. Ocho meses antes de la creación del grupo, en febrero de 1979, un matrimonio (Inés Tecchioli y Juan Nobiltá) con sus hijos se encontraban de excursión por el Puente del Inca y se tomaron algunas fotografías, la señora dijo que percibió «algo raro» en el ambiente durante ese momento, aunque la familia inicialmente afirmó que «nadie vio nada raro» ni «nadie notó nada extraño». Luego de revelar las fotos unos días después vieron una supuesta mancha anaranjada rojiza con forma «humanoide». Un periodista que era amigo del grupo les puso «Los Enanitos Verdes de Puente del Inca», sea «leyenda o realidad» los presuntos avistamientos para los integrantes de la banda ellos se quedaron con la mitad del nombre, «Los Enanitos Verdes», aunque según Staiti también pudieron llamarse «Puente del Inca». Sin embargo, en otra versión Cantero declaró que eligió el nombre luego de soñar con «[esos] seres verdes». Igualmente son conocidos simplemente por «Enanitos Verdes» como son titulados en sus discos y por la siglas «EV».
La banda comenzó a tocar en clubes, bares y teatros de Mendoza y la región de Cuyo. En abril de 1980, durante una de sus presentaciones en Andes Talleres, Cantero recibió un «tomatazo» que le impactó a su bajo, Staiti cuando vio la agresión «[pensó] que él estaba sangrando» y ambos luego de mirarse entraron en pánico y con nerviosismo siguieron el concierto, aunque el guitarrista dio un paso atrás para no ser «el próximo», el grupo se «[sintió] humillado» por este incidente pero el más afectado fue el vocalista. Para septiembre de ese mismo año, el trío dio un recital en el teatro Selectro organizado por la municipalidad de Mendoza, con su nombre actual por primera vez. En 1983, el grupo decidió ir a Buenos Aires para buscar mejores oportunidades y grabar una maqueta. Estuvieron tres meses y regresaron a Mendoza porque no ganaban lo suficiente para quedarse, pero a pesar de esa mala experiencia al año siguiente son invitados al Festival Nacional del Tango de La Falda donde son elegidos grupo revelación.
Debido a ese reconocimiento regresan a la capital argentina para grabar su primer disco homónimo, esta vez como cuarteto por la inclusión de Sergio Embrioni en la guitarra y voz. El álbum lo hicieron mientras vivían en un depósito de luces que era de Alberto Ohanian, su mánager, un lugar donde hacía bastante frío y que según los miembros de la banda generaba «depresión», incluso Staiti se refirió a esta etapa de grabación como «una cagada» con «unos recuerdos de mierda» y que prefería «olvidarlo». El disco se publicó por una compañía discográfica independiente, Mordisco, y era una mezcla de pop y rock and roll. Su único sencillo «Aún sigo cantando» interpretado a dúo con el músico argentino David Lebón, sonó en las radios locales y tuvo cierto éxito. La canción la compuso Cantero en 1982, con un «carácter autobiográfico» para el vocalista ya que era «una revisión de lo que conocía hasta ese momento». Para Javier Segura, cantante del grupo La Rebelión, el tema trataba sobre las personas de clase media que asistían antes a los conciertos de rock, como un recordatorio de «qué pocos [quedan] de aquellos». Años después en 1991, se lanzó en Chile una versión del disco titulada Aun sigo cantando con la lista canciones cambiada y una portada diferente. Sin embargo, para los integrantes del grupo el álbum fue un fracaso porque «no vendió mucho» y «no daba para vivir». Durante 1984 se les unió Tito Dávila como tecladista y se convirtieron en un quinteto, aunque volverían a ser un cuarteto en 1985 debido a que Embrioni abandonó el grupo para irse a Alcohol Etílico. Ese año el cantante italiano Piero les invitó para que lo acompañen como sus músicos en una gira por Latinoamérica.

### 1986-1988:Contrarreloj,Habitaciones extrañasyCarrousel
En 1986, firman con CBS (actualmente Sony Music) y graban su segundo álbum Contrarreloj, el disco lo produjo el cantante argentino Andrés Calamaro, que sería el debut de Calamaro en la producción. Los integrantes del grupo ya lo conocían y recuerdan lo educado que fue cuando se presentó, también reconocieron su importancia en la grabación del disco. El sencillo principal fue «La muralla verde», una canción que Cantero grabó un año antes mientras el grupo se encontraba de gira con Piero. El vocalista recordó que «al principio tenía un estilo ska» por lo que era «un poco más rápido que la versión final» y reconoció que siempre le encantó el tema, ya que «habla de la esperanza». El segundo sencillo, «Cada vez que te digo adiós» fue una canción que Cantero lo escribió para su madre. Mientras «Tus viejas cartas» lo compuso en Bogotá, Colombia que se lo dedicó a una exnovia, la cual dejó años atrás por seguir su carrera musical, «la letra [reflejaba] el dolor de ese momento» del cantante. Durante la grabación del tema él sentía «que no estaba del todo bien», pero su productor, le refutó y le dijo: «Estás completamente chiflado, es de tus mejores canciones, está cantada perfecta. Yo no le cambiaría nada». Para la época el álbum fue considerado unos de los mejores del rock en español y durante varios años fue el mejor disco de la banda.
La popularidad del grupo comenzó a extenderse por todo Argentina que para mediados de 1987 la banda había realizado más de 100 conciertos en su país. Así que su representante decide promocionarlos en el exterior para eso preparan la grabación de un nuevo álbum, Habitaciones extrañas, con Calamaro nuevamente en la producción. El nombre del disco se debió según la banda a «los largos viajes de las giras haciendo referencia a estas habitaciones extrañas». El primer sencillo «Sumar tiempo no es sumar amor» era una balada que lo compuso Dávila junto con Guillermo Salvador Giaquinta, quien había trabajado en el álbum anterior de la banda en la canción «Conciencia Contrarreloj». El segundo sencillo «Te vi en un tren» tuvo mucho éxito, según Cantero la historia sucedió ya que «fue una anécdota real y concreta. No fue en un tren, fue en un bondi». Dijo que vio a una chica y le gustó, pero no tuvo el valor de acercarse a ella. Como tercer sencillo salió «El extraño de pelo largo», una versión de la canción del mismo nombre de La Joven Guardia y compuesta por Roque Narvaja en 1969. Esta nueva adaptación superó para muchos a la original y el público joven creía que era un tema de Enanitos Verdes. El último sencillo, «Por el resto», en ocasiones escrita como «Por el resto de tus días» también obtuvo éxito.
En febrero de 1988, son invitados al Festival de Viña del Mar 1988 debido al éxito de Habitaciones extrañas en Chile y realizan dos conciertos en días consecutivos en donde son premiados con dos antorchas de plata. Después del primer recital los miembros del grupo celebraron este premio e incluso hicieron un sketch de broma para la televisión. La presentación de la banda en el festival fue calificada como el segundo mejor concierto de un grupo argentino (solo detrás de Soda Stereo). Este mismo año Cantero participó en el disco Por Mirarte de Calamaro como cantante en el tema «No te bancaste». A finales de 1988, el grupo publicó su cuarto álbum, Carrousel, con Calamaro otra vez como productor. El primer y segundo sencillo «No me verás» y «Sos un perdedor» consiguen cierta repercusión, pero es el tercero «Guitarras blancas» que sobresale porque es considerado un clásico del rock en español. Por estas fechas el grupo tuvo un accidente de coche en México, mientras se dirigían por la carretera de Saltillo a Zacatecas a una presentación donde falleció su agente de prensa Roberto Cirigliano y lo demás miembros de la banda tuvieron algunas lesiones.

### 1989-1993:Había una vez, separación y regreso conIgual que ayer

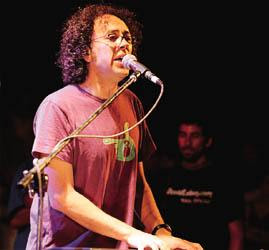
En 1989 el grupo anunció su separación después del lanzamiento de Había una vez...; sin embargo, en 1992 la banda regresó, pero esta vez sin Tito Dávila.

En 1989, el grupo publicó su quinto álbum, Había una vez..., y se lo dedicaron a Roberto Cirigliano. Nuevamente Calamaro estuvo a cargo de la producción, aunque esta sería la última vez que la banda grabaría bajo la discográfica CBS ya que su contrato finalizaba ese año. «Buscando la manera» fue el único sencillo del disco, pero no tuvo el éxito de anteriores trabajos y tampoco el álbum tuvo mucha difusión. Además fue un rotundo fracaso en ventas y esto entristeció y preocupó al grupo. Esto desanimó al grupo que poco después del lanzamiento del álbum la banda anunció su separación. Años después revelaron que otra de las razones de la disolución fue el accidente que tuvieron en México en 1988, donde su agente de prensa falleció y no tenían ganas de realizar una gira. Dávila se había ido de luna de miel a España, recientemente se había casado, pero se terminó quedando en España a vivir.
Tras la separación del grupo Cantero se lanzó como solista al año siguiente y publicó Luna nueva bajo el sello independiente Centavo Producciones, que no tuvo mucha difusión, pero el tema «Todos esos momentos» consiguió ser un éxito en Chile y "O quizás vos" fue un tema para dedicársela a una persona especial" Afirma Cantero. Esto permitió que el cantante grabe su segundo álbum Beat Club en 1991, que tuvo como primer y segundo sencillo a «Es que el amor se va» y «No la dejes marchar», respectivamente. Curiosidad: Vamos a Bailar, fue un tema que solo fue grabado con pura batería y sin ninguna guitarra. Aunque no fue muy conocida en Latinoamérica, en su país, fue algo conocida por sus coros que protestaban el acoso, el desempleo y el mensaje de la vida a modo de difundir un mensaje a las empresas que despiden a personas inocentes.
Para 1992 el grupo anunció su regreso con nuevo integrante, el tecladista Eduardo Lalanne en reemplazo de Dávila. Firman con EMI y graban Igual que ayer con Calamaro otra vez como productor, el nombre del álbum hacía alusión a la reunificación de la banda. La canción principal, compuesta por Cantero, se lanzó como el primer sencillo junto con un videoclip donde el grupo aparece interpretando el tema. Si bien tuvo éxito y recibió elogios «Igual que ayer», algunos compararon su similitud con «Let It Flow» del cantante alemán Peter Kent, incluido en The Dream Machine Part 1 & 2. Además, se comparó el tema con uno de Eddie Money, quien a su vez es igual al Turco García, exjugador de la Lepra mendocina, club del cual Marciano era famoso hincha. El segundo sencillo, «Amigos», un dueto con el cantautor argentino Alejandro Lerner. Su inclusión se debió a que durante el proceso de grabación del álbum, Lerner llegó al estudio y Calamaro tuvo la idea de que partícipe en el disco y el grupo decidió que la canción «se podía potenciar con varias voces» y lo incluyeron. Cantero aseguró que hizo «Amigos» para su hijo: «Cuando compuse la canción, lo hice pensando en qué tipo de relación quería tener con mi hijo, que en ese momento era un recién nacido». Un planteamiento similar a Flavio Cianciarulo, de Los Fabulosos Cadillacs, en que «el amor de un padre a un hijo no se puede comparar». Para el vocalista «la idea era que, más allá del tiempo transcurrido, fuéramos amigos y que no tuviéramos una relación distante»; sin embargo la canción se sacó de contexto y tomó un concepto universal sobre la amistad, incluso se usó como himno en algunos centros educativos de algunos países y es «una de las canciones más emblemáticas sobre la amistad» con una repercusión similar que «Cuando un amigo se va» de Alberto Cortez y «Un millón de amigos» de Roberto Carlos. Algo que sorprendió a su autor que reconoció que «fue tan ingenuo» y que jamás pensó que el tema tomaría un significado universal, además aceptó que «es riesgoso escribir sobre la amistad» sin que se malinterprete. «Pero en el fondo de mi corazón confieso: se la dediqué a mi hijo», afirmó Cantero. La canción también tuvo su vídeo que fue grabado en blanco y negro. Igual que ayer obtuvo disco de oro en Argentina poco después de su lanzamiento y la banda inició su gira Jurasic Tour por Latinoamérica, solo en su país realizaron 80 conciertos en seis meses.

### 1994-1996:Big bangyGuerra gaucha
Durante 1994, Lalanne deja el grupo y lo reemplaza Horacio Gómez que había sido tecladista de Alcohol Etílico, pero a pesar del cambio la formación del grupo se mantendría como trío. El 15 de agosto de 1994, se lanzó el séptimo álbum del grupo Big bang. En esta ocasión la banda se hace cargo de la producción junto con Gustavo Borner. Se notó un sonido diferente y con un estilo más roquero que sus producciones anteriores. El primer sencillo, «Lamento boliviano», una versión de la canción de Alcohol Etílico de 1986, incluida en el disco Envasado en origen. El tema se lanzó con un vídeo promocional que se lo dedicaron a las comunidades indígenas: «Sea este un tributo a todas las razas indígenas latinoamericanas». Esta adaptación no solo superó a la original según la prensa especializada sino que se la considera la mejor canción del grupo actualmente y «una de las obras maestras del rock en español» que incluso se la ubicó como el segundo mejor tema, solo detrás de «Persiana americana» de Soda Stereo. Se convirtió en la canción más escuchada de su género en Spotify en 2020 con 162,9 millones de reproducciones. Ese mismo año se publicaron otros dos sencillos «Mi primer día sin ti» y «Mejor no hablemos de amor», aunque solo este último tuvo un videoclip y en 1995, se lanza el último, «Yo pagaría». Big bang obtuvo disco de platino en Argentina por la venta de 60 000 copias y es considerado no solo el mejor álbum del grupo (hasta ese momento lo era Contrarreloj) sino también uno de los mejores discos de rock en español de la historia.
En 1996, sale Guerra gaucha, nuevamente con Borner como productor, con líricas sociales que trataban momentos de crisis en Argentina. El primer sencillo del álbum, «Dale Pascual», generó controversia por su letra «trabajar como un negro y vivir como un perro» que fue tildada de «racista» en Estados Unidos donde se alteró parte de los versos, Cantero rechazó todas las acusaciones y afirmó que se trata sobre el desempleo; sin embargo en Argentina no hubo polémica y todo lo contrario fue un éxito en este país algo que algunos medios señalaron debido a la falta de descendientes africanos en ese territorio. Su videoclip lo dirigió Eduardo Montes Bradley y se filmó en una villa de San Isidro en Buenos Aires, a formato de 35mm, tampoco estuvo exento de críticas por su contenido explícito. El segundo sencillo fue la balada «Eterna soledad», su video se grabó en México y se hizo en blanco y negro, en el videoclip la banda aparece tocando la canción.
Para promocionar el disco el grupo realizó una gira por México, Estados Unidos, Venezuela, Colombia, Chile y España.

### 1997-2001:Planetario,Tracción acústicayNéctar
Luego de finalizar su gira en 1997, la banda se toma un «retiro creativo» en Mendoza para grabar Planetario, que sería su último disco con EMI, y que lo produjo Nigel Walker. El álbum salió el 9 de diciembre de 1997 y su único sencillo «Tan solo un instante» no tuvo mucha difusión.
El 27 y 28 de octubre de 1997 el grupo grabó en México un concierto para la cadena Telehit, programa que salió al aire en febrero de 1998, esta grabación sería su primer álbum en vivo, Tracción acústica, que se publicó el 27 de enero de 1998 y que contiene canciones en acústico de la discografía de la banda junto con un popurrí de «No me verás» y «Metro Balderas», una versión de «Estación del Metro Balderas» del cantante mexicano Rockdrigo y dos nuevas canciones «El guerrero» y «Fiesta jurásica». Para este disco Cachorro López estuvo a cargo de la producción, Jeff Baxter en la guitarra acústica y Julieta Venegas en el acordeón. En marzo el grupo presentó el álbum ante una rueda de prensa en Ciudad de México. El disco consiguió una nominación a los Premios Grammy en la ceremonia de los Premios Grammy de 1999 al mejor álbum alternativo o rock latino, pero perdió ante Sueños líquidos de Maná.
Desde enero hasta marzo de 1999 el grupo se puso a grabar su siguiente disco, Néctar, con Coti Sorokin como productor y tuvo una nominación en los Premios Grammy de 2000 al mejor álbum alternativo o rock latino con lo que el grupo consiguió entrar por segunda vez de forma consecutiva en la misma categoría, pero volvería a perder ante Resurrection de Chris Pérez Band.

### 2002-2008:Amores lejanos,En vivoyPescado original

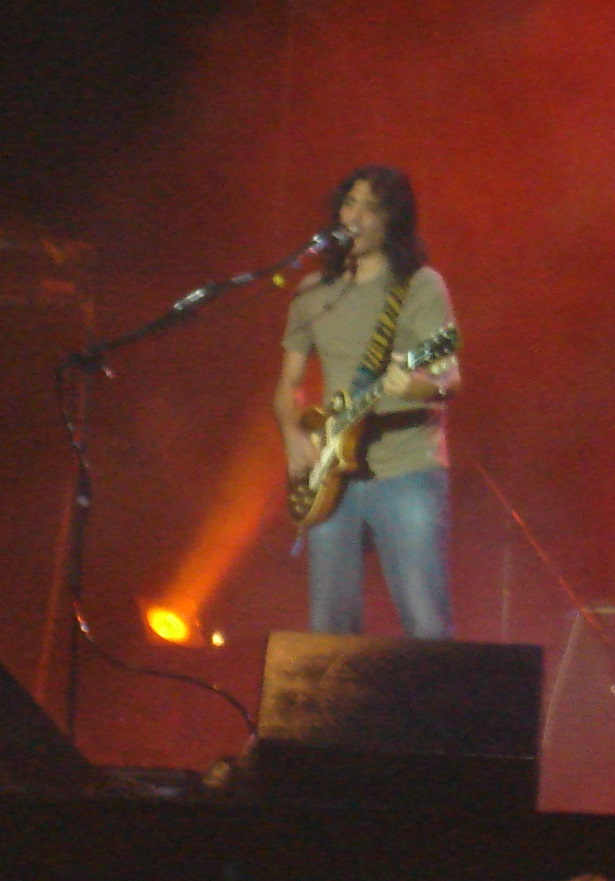
Felipe Staiti durante una presentación de Enanitos Verdes en 2008.

En 2002, el grupo publicó Amores lejanos y durante 2004 algunas presentaciones en Tijuana, México y Phoenix, Arizona grabaron su segundo disco en directo En vivo. «Cuanto poder», «Amores lejanos». 
En 2006, la banda decidió sacar un disco de nombre Pescado Original que ellos llaman "divertido" por tener canciones como "Esta mañana", "Manzana" y "Me permití soñar". Los sencillos de este álbum fueron "A las tres" que tuvo un video animado que fue sacado a inicios de 2007, "Mariposas" con su propio videoclip cantado por el grupo y "Tentación" canción la cual no fue muy difundida, pero según Piccolo dijo que "Grabar esta canción fue una discusión bastante entretenida".

### 2009-2013: Salida de Daniel Piccolo,InéditosyTic tac
En 2009, abandona el grupo Piccolo que había sido uno de los fundadores de la banda. Su lugar es ocupado por Jota Morelli, quien quedó como miembro estable hasta la actualidad. A partir de allí, la banda quedaría conformada por Marciano Cantero en voz y bajo, Felipe Staiti en la guitarra principal y el mencionado Morelli en la batería.
En 2009, el grupo produjo y publicó de manera independiente, Inéditos, un álbum con canciones que nunca llegaron salir y que la mayoría originalmente se grabaron a finales de los 90, así que la banda se animó recopilar estos temas y los regrabó. Su único sencillo, «Adicción», salió junto con un vídeo promocional y se eligió como el tema principal de la serie mexicana Adictos. Además, "El umbral" fue un tema muy sonado en la radio a mediados de 2010 y según Cantero dice que "Mary Sue" su tema favorito del disco. 
El 2 de abril de 2013, la banda lanzó, Tic tac, su decimosexto álbum y la primera vez que Morelli grababa en un estudio con el grupo. Les tomó dos años en escribir, grabar y producirlo, por lo que se encontraban emocionados de publicar una nueva producción después de siete años que incluso el grupo afirmó que «[era] el mejor álbum» de su historia, además Cantero agregó: «Quizá sea un poco exagerado decir que éste es el mejor disco de Enanitos Verdes, pero así lo siento». La canción «Besos violentos» cantada a dúo con el cantante mexicano Cristian Castro fue el primer sencillo, mientras que el segundo sencillo fue «No me dejes caer» que salió junto con un vídeo. Para promocionar el disco la banda anunció su gira Tic tac Tour que recorrería varios lugares de Latinoamérica y Estados Unidos. Uno de sus éxitos fue "Pinceladas de Color" que se usó en 2022 para la canción del final de temporada de Tocineta YMTKDSY.

### 2018:Huevos revueltosy gira con Hombres G
En 2018 Enanitos Verdes anuncia una gira Huevos Revueltos Tour en conjunto con el grupo español Hombres G a la vez que grabaron el álbum en vivo llamado Huevos revueltos.

### Fallecimiento de Marciano Cantero y reorganización de la banda
A pesar de haber reiniciado su exposición pública, con el lanzamiento de nuevos discos y el anuncio de nuevas giras nacionales e internacionales, sorpresivamente el 7 de septiembre de 2022, Marciano Cantero, vocalista y miembro fundacional de la banda, fue ingresado de urgencia en la Clínica de Cuyo de Mendoza, por una afección renal, por lo que se debieron parar todos los proyectos a la espera de la recuperación del vocalista. Lamentablemente, Cantero terminaría falleciendo al día siguiente, 8 de septiembre de 2022, como consecuencia de una complicación en la cirugía a la que se debió someter, mediante la cual se le debió extirpar el bazo y un riñón.
Como consecuencia del deceso de Marciano, los demás miembros de la banda dispusieron suspender todas las actividades de la misma, por respeto y memoria a su compañero y líder. Esta pausa abrió un interrogante sobre el futuro de la agrupación y sobre la continuidad de sus proyectos musicales. Finalmente, la agrupación anuncia su regreso a los escenarios el 3 de diciembre de 2022, en el Dodger Stadium de Los Ángeles, Estados Unidos, donde el grupo liderado en esa ocasión por Felipe Staiti, apeló a la participación de diferentes músicos invitados para suplir a Cantero en el rol de vocalista. Misma temática fue empleada en su participación en la Fiesta Nacional de la Vendimia, celebrada el 17 de febrero de 2023, constituyéndose así en la primera vez que la agrupación tocaba en suelo argentino, sin su histórico vocalista.
Finalmente y luego de cumplirse el primer aniversario del fallecimiento de Cantero, la banda anuncia su retorno al escenario con una nueva alineación fija, de la mano de Felipe Staiti en la guitarra y afianzado en el rol de vocalista, y Jota Morelli en la batería, los Enanitos anunciaron la reorganización del grupo con la incorporación de Guillermo Vadalá, exbajista de Fito Páez y Luis Alberto Spinetta, entre otros. Al mismo tiempo, la banda anunció la realización de una gira por San José de Costa Rica, que tuvo lugar el 14 de octubre de 2023, continuando por ciudades de Perú, México y los Estados Unidos.

## Miembros

### Actuales
- Felipe Staiti - Voz, guitarra (1979-presente)
- Jota Morelli - Batería (2009-presente)
- Guillermo Vadalá - Bajo (2022-presente)
- Bosco Aguilar -  Teclados, piano (2022-presente)
- Damian Castroviejo (Damiano) - Coros (2022-presente)

### Anteriores
- Sergio Embrioni - Guitarra rítmica (1984-1985) (fallecido)
- Tito Dávila - Teclados, piano (1986-1989)
- Eduardo Lalanne - Teclados, piano (1992-1994)
- Daniel Piccolo - Batería (1979-2009)
- Marciano Cantero - Voz, bajo (1979-2022) (fallecido)

## Discografía

### Álbumes de estudio
- Los Enanitos Verdes (1984)
- Contra reloj (1986)
- Habitaciones extrañas (1987)
- Carrousel (1988)
- Había una vez... (1989)
- Igual que ayer (1992)
- Big Bang (1994)
- Guerra gaucha (1996)
- Planetario (1997)
- Néctar (1999)
- Amores lejanos (2002)
- Pescado original (2006)
- Inéditos (2009)
- Tic tac (2013)

### Álbumes En vivo
- Tracción acústica (1998)
- En vivo (2004)
- Live at House of Blues, Sunset Strip (2011)
- Huevos revueltos (2018)